# Jesús Arellano
Pour les articles homonymes, voir Arellano (homonymie).
José de Jesús Arellano Alcocer, plus connu sous le nom de Jesús Arellano, né le 8 mai 1973 à Monterrey (Mexique), est un footballeur mexicain. 
Il joue au poste de milieu de terrain avec l'équipe du Mexique et le club de CF Monterrey (1,75 m pour 69 kg).

## Carrière

### En club
- 1993-1997 : CF Monterrey -  Mexique
- 1997-1998 : Chivas de Guadalajara -  Mexique
- 1997-1998 : CF Monterrey -  Mexique
- 1998-2000 : Chivas de Guadalajara -  Mexique
- 2000-2011 : CF Monterrey -  Mexique

### En équipe nationale
Il a fait ses débuts internationaux en février 1996 contre l'équipe du Chili.
Il a disputé les Coupes du monde de 1998, 2002 et coupe du monde 2006 avec l'équipe du Mexique. 

## Palmarès
- 70 sélections (7 buts) avec l'équipe du Mexique entre 1996 et 2006
- Participation aux coupes du monde 1998, 2002 et 2006
- Coupe des confédérations en 1999
- Champion du Mexique en 2003
- Concacaf Gold Cup en 1996 et 2003
- Meilleur joueur de la Concacaf 2003